# پاپینجای
پاپینجای (نام علمی: Stibochiona nicea) نام یک گونه از تیره فرچه‌پایان است.

## نگارخانه

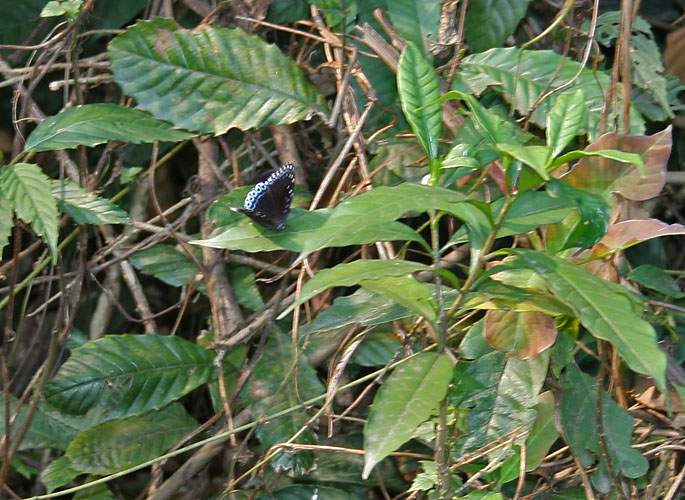